# The Square (film 2017)
The Square – szwedzko-niemiecko-francusko-duńska czarna komedia z 2017 roku w reżyserii Rubena Östlunda. Zdjęcia kręcono w Sztokholmie, Göteborgu i Berlinie.
Film został nagrodzony Złotą Palmą na 70. MFF w Cannes. Zdobył sześć Europejskich Nagród Filmowych, w tym dla najlepszego filmu i reżysera. Obraz nominowano też do Oscara i Złotego Globu dla najlepszego filmu nieanglojęzycznego.

## Fabuła
Christian jest człowiekiem sukcesu i szanowanym kuratorem w sztokholmskim muzeum sztuki współczesnej. Przygotowując nową wystawę, mającą kształt tytułowego kwadratu o rozmiarach 4x4m, pada ofiarą ulicznej kradzieży, w wyniku której traci portfel, telefon i drogocenne spinki do mankietów. Jego reakcja na kradzież doprowadza do serii zawstydzających sytuacji i jest zaczynem kryzysu w życiu Christiana, zarówno w wymiarze etycznym, jak też zawodowym i osobistym.

## Obsada
- Claes Bang – Christian
- Elisabeth Moss – Anne
- Dominic West – Julian
- Terry Notary – Oleg
- Christopher Læssø – Michael
- Marina Schiptjenko – Elna
- Annica Liljeblad – Sonja
- Elijandro Edouard – chłopiec z listem

## Odbiór
Film zyskał pozytywne noty od agregatorów recenzji, na Rotten Tomatoes uzyskując 84% pozytywnych recenzji ze średnią 7,5 na 10 oraz ogólną oceną 73 na Metacritic.
Peter Bradshaw z czasopisma The Guardian stwierdził, że ten film naprawdę przynosi jakiś niesamowicie dziwny i oburzający spektakl, z chwilami czystego showstoppingowego dziwactwa wystawiając ocenę 8/10. Mark Kermode z tego samego czasopisma chwali film słowami The Square to dziwna mieszanka popu i głębi: arcydzielnie rozrywkowa, od czasu do czasu drażniąca i stale niewygodna, dając tą samą ocenę co Bradshaw. Za to Michał Walkiewicz z serwisu Filmweb określił film jako rewelacyjny, pisząc, że The Square to przede wszystkim opowieść o narzuconych przez kulturę granicach tolerancji. Gdzie kończy się empatia i zrozumienie, a zaczyna bierność na agresję oraz przymykanie oczu na próby destrukcji kruchego, społecznego porządku? To pytanie Östlund pozostawia otwartym. Lecz nie ma wątpliwości, zwłaszcza w tak niestabilnej sytuacji geopolitycznej, że echem odbije się daleko poza Szwecją.

## Nagrody i nominacje
| Data ceremonii             | Nagroda           | Kategoria                           | Odbiorca                          | Rezultat  |
| -------------------------- | ----------------- | ----------------------------------- | --------------------------------- | --------- |
| Nagroda Akademii Filmowej  | 4 marca 2018      | Najlepszy film nieanglojęzyczny     | Ruben Östlund                     | Nominacja |
| Nagroda Satelita           | 29 listopada 2018 | Najlepszy film zagraniczny          | Ruben Östlund                     | Nominacja |
| Nagroda Saturn             | 27 czerwca 2018   | Najlepszy film międzynarodowy       | Ruben Östlund                     | Nominacja |
| Złoty Glob                 | 7 stycznia 2018   | Najlepszy film nieanglojęzyczny     | Ruben Östlund                     | Nominacja |
| Festiwal Filmowy w Cannes  | 28 maja 2017      | Złota Palma                         | Ruben Östlund                     | Wygrana   |
| Festiwal Filmowy w Cannes  | 28 maja 2017      | Nagroda Vulcan Artysty Technicznego | Josefin Åsberg                    | Wygrana   |
| Cezar                      | 2 marca 2018      | Najlepszy film zagraniczny          | Ruben Östlund                     | Nominacja |
| Europejska Nagroda Filmowa | 9 grudnia 2017    | Najlepszy film                      | Ruben Östlund                     | Wygrana   |
| Europejska Nagroda Filmowa | 9 grudnia 2017    | Najlepsza komedia                   | Ruben Östlund                     | Wygrana   |
| Europejska Nagroda Filmowa | 9 grudnia 2017    | Najlepszy reżyser                   | Ruben Östlund                     | Wygrana   |
| Europejska Nagroda Filmowa | 9 grudnia 2017    | Najlepszy scenarzysta               | Ruben Östlund                     | Wygrana   |
| Europejska Nagroda Filmowa | 9 grudnia 2017    | Najlepszy aktor                     | Claes Bang                        | Wygrana   |
| Europejska Nagroda Filmowa | 9 grudnia 2017    | Najlepsza scenografia               | Josefin Åsberg                    | Wygrana   |
| Goya                       | 3 lutego 2018     | Najlepszy film europejski           | Ruben Östlund                     | Wygrana   |
| Guldbagge                  | 22 stycznia 2018  | Najlepszy reżyser                   | Ruben Östlund                     | Wygrana   |
| Guldbagge                  | 22 stycznia 2018  | Najlepszy scenarzysta               | Ruben Östlund                     | Nominacja |
| Guldbagge                  | 22 stycznia 2018  | Złoty Żuk za najlepszy film         | Erik Hemmendorff i Philippe Bober | Nominacja |
| Guldbagge                  | 22 stycznia 2018  | Najlepszy aktor w głównej roli      | Claes Bang                        | Nominacja |
| Guldbagge                  | 22 stycznia 2018  | Najlepsza scenografia               | Josefin Åsberg                    | Nominacja |
| Guldbagge                  | 22 stycznia 2018  | Najlepsze zdjęcia                   | Fredrik Wenzel                    | Wygrana   |